# Gare d'Albertfalva
La gare d'Albertfalva (hongrois : Albertfalva vasútállomás, prononcé [ˈɒlbɛɾtfɒlvɒ ˈvɒʃuːtaːllomaːʃ]) est une gare ferroviaire secondaire de Budapest.